# Schultz-Gletscher
Der Schultz-Gletscher ist ein Gletscher im ostantarktischen Viktorialand. In der Saint Johns Range fließt er zwischen dem Pond Peak und dem Purgatory Peak in östlicher Richtung zum Unteren Victoria-Gletscher.
Das Advisory Committee on Antarctic Names benannte ihn 1976 nach Leutnant Robert L. Schultz von der United States Navy, befehlshabender Offizier der Abordnung einer Navy-Unterstützungseinheit auf der McMurdo-Station im antarktischen Winter 1975.